# Onthophagus maruyamai
Onthophagus maruyamai é uma espécie de inseto do género Onthophagus, família Scarabaeidae, ordem Coleoptera.

## História
Foi descrita cientificamente por Ochi, Kon & Masumoto em 2014.